# Engertia amboinae
Engertia amboinae är en skalbaggsart som beskrevs av Brenske 1897. Engertia amboinae ingår i släktet Engertia och familjen Melolonthidae. Inga underarter finns listade i Catalogue of Life.